# Lewinskya
Lewinskya ist eine Gattung der Laubmoose aus der Familie Orthotrichaceae. Der Name bezieht sich auf die Bryologin Jette Lewinsky-Haapasaari (1948–1998).

## Merkmale
Die aufrechten, 1 bis 5 Zentimeter großen Pflanzen bilden mehr oder weniger lockere Polster. Die Blätter sind eilänglich bis lanzettlich und aufrecht oder aufrecht-abstehend. Die Blattränder sind meist flach oder zurückgebogen, die Blattspitze ist kurz oder lang zugespitzt, selten stumpf. Die oberen Blattzellen sind isodiametrisch oder länglich, papillös oder glatt. Die Zellen am Blattgrund sind meist verlängert mit verdickten und buchtigen oder knotigen Zellwänden.
Die Sporenkapsel ist in die Blätter eingesenkt oder emporgehoben. Die Seta ist gleich lang wie die Urne oder auch länger, die Kalyptra ist mehr oder wenig behaart, die Vaginula (Scheidchen, röhrige Hülle um den Sporogonfuß) nackt oder behaart. Die oft zylindrische, manchmal eiförmige, selten kugelige oder becherförmige Urne ist glatt oder weist seltener 8 Rippen auf. Die Spaltöffnungen der Kapselwand sind phaneropor, befinden sich also an der Oberfläche der Kapselwand. Das Peristom ist gewöhnlich doppelt, selten einfach oder sehr selten rudimentär. Das äußere Peristom besteht meist aus 8 Paaren verwachsener Zähne, seltener aus 16 freien Zähnen. Die Sporen sind häufig über 20 Mikrometer groß.

## Systematik
Aufgrund von Molekulardaten und morphologischen Unterschieden wurden im Jahr 2016 eine Anzahl von Arten aus der Gattung Orthotrichum (im weiteren Sinn) abgetrennt und in die neue Gattung Lewinskya gestellt.

## Arten
Zur Gattung Lewinskya gehören weltweit rund 80 Arten. In Europa kommen die folgenden Arten vor:

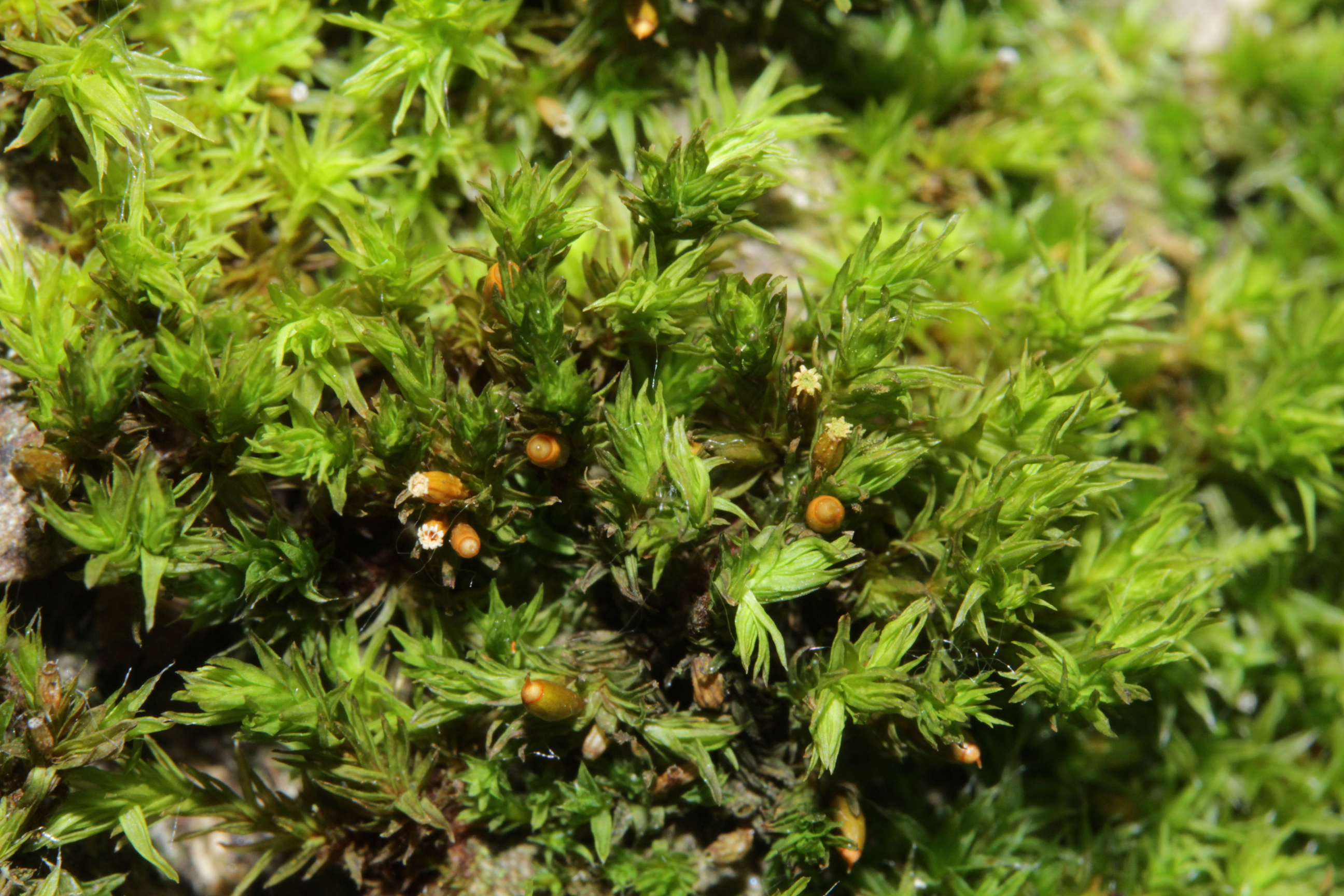
Lewinskya affinis

- Lewinskya speciosaLewinskya acuminata

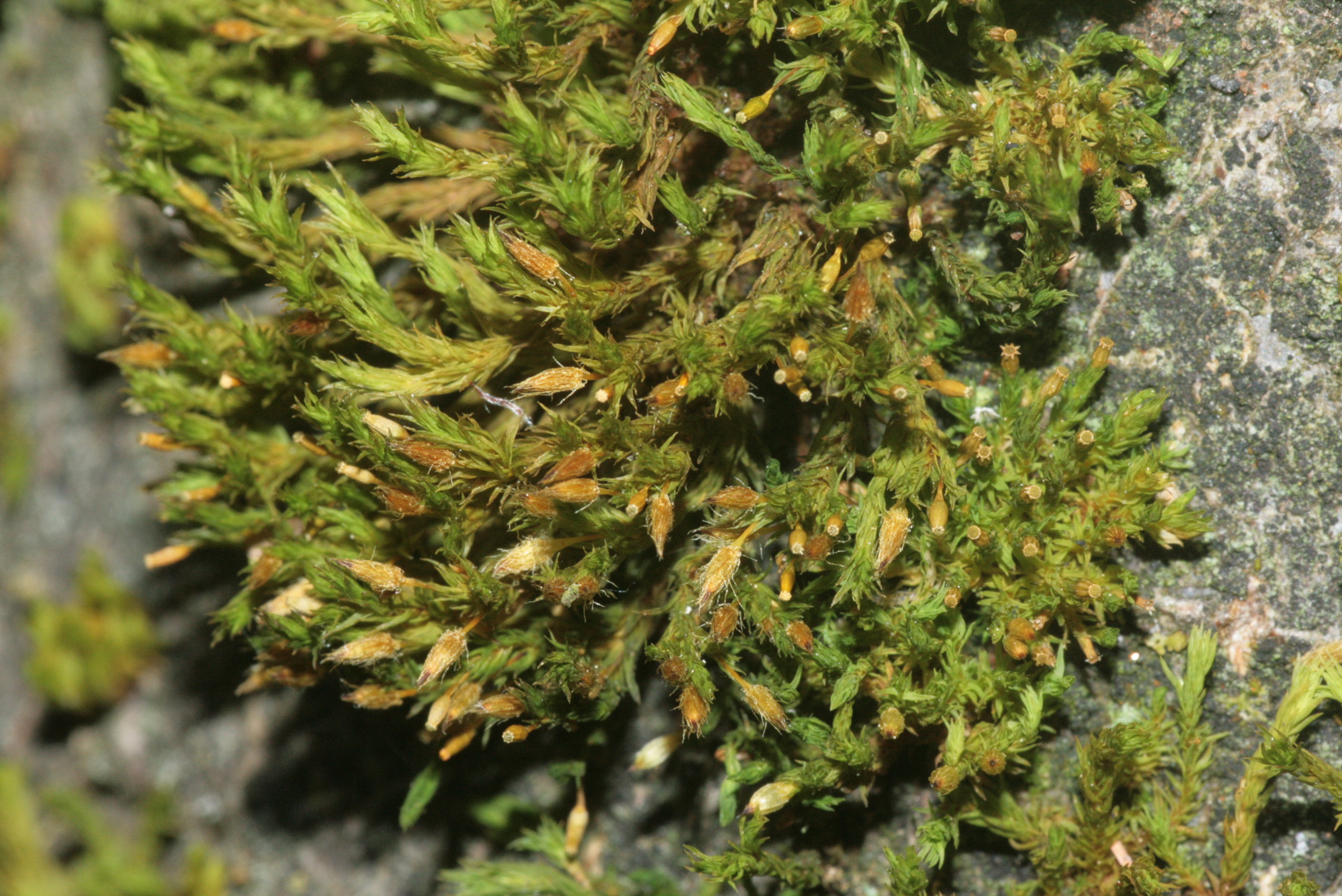
Lewinskya speciosa

- Lewinskya affinis (Verwandtes Goldhaarmoos)
- Lewinskya breviseta
- Lewinskya elegans
- Lewinskya fastigiata (wird manchmal zu Lewinskya affinis gestellt)
- Lewinskya iberica
- Lewinskya iwatsukii
- Lewinskya laevigata
- Lewinskya lamyana
- Lewinskya pylaisii
- Lewinskya rupestris (Felsen-Goldhaarmoos)
- Lewinskya shawii
- Lewinskya sordida
- Lewinskya speciosa (Schönes Goldhaarmoos)
- Lewinskya striata (Glattfrüchtiges Goldhaarmoos)
- Lewinskya tortidontia
- Lewinskya transcaucasica
- Lewinskya vladikavkana